# Janez Kavčič Traunkar
Janez Kavčič Traunkar, slovenski podobar in rezbar, * 27. april 1865, Ledinica, † 1921, Selca. 

## Življenje in delo
Rodil se je očetu Mihaelu in materi Neži.
Bival je kot podobar in rezbar v Selcih, kjer je umrl leta 1921.